# La compagnia del tempo
La compagnia del tempo (In the Garden of Iden) è un romanzo di fantascienza del 1997 scritto da Kage Baker. 

## Trama
Mendoza è una dipendente della Dr. Zeus, Inc (spesso chiamata semplicemente La compagnia), l'azienda si occupa di fornire ai propri clienti l'immortalità fisica ed è inoltre in possesso di una tecnologia che consente di viaggiare nel tempo. Gli agenti della compagnia viaggiano in continuazione nel passato per recuperare manufatti antichi e soprattutto DNA di specie estinte. La stessa Mendoza proviene dal passato in quanto è stata prelevata dalla Spagna del XVI secolo ed è incaricata di recuperare esemplari di specie vegetali estinte.

## Sequel
Il libro ha dato origine ad una saga, il primo dei sequel è stato pubblicato nel 1999 ed è stato intitolato La compagnia del tempo: Coyote del cielo

## Edizioni
- Kage Baker, La compagnia del tempo, Urania n. 1432, Arnoldo Mondadori Editore, 2002.
- Kage Baker, La compagnia del tempo, Urania n. 1592, Arnoldo Mondadori Editore, 2013.